# 蒙古白头翁
蒙古白头翁（学名：Pulsatilla ambigua），为毛茛科白头翁属下的一个植物种。